# Дени Вилнев
Дени Вилнев (фр. Denis Villeneuve; Беканкур, 3. октобар 1967) канадски је редитељ и сценариста. Његов филм Згаришта из 2010. освојио је награду за најбољи канадски филм на Филмском фестивалу у Торонту, а потом је био номинован и за награде Оскар и БАФТА за најбољи страни филм. Пажњу интернационалне публике привукао је трилерима Затвореници и Непријатељ из 2013. године.

## Филмографија
| Година | Филм                | Појављује се као | Појављује се као | Појављује се као |
| Година | Филм                | Режисер          | Продуцент        | Сценариста       |
| ------ | ------------------- | ---------------- | ---------------- | ---------------- |
| 1998   | 32. август на Земљи | Да               |                  | Да               |
| 2000   | Вртлог              | Да               |                  | Да               |
| 2009   | Политехника         | Да               |                  | Да               |
| 2010   | Згаришта            | Да               |                  | Да               |
| 2013   | Затвореници         | Да               |                  |                  |
| 2013   | Непријатељ          | Да               |                  |                  |
| 2015   | Сикарио             | Да               |                  |                  |
| 2016   | Долазак             | Да               |                  |                  |
| 2017   | Блејд ранер 2049    | Да               |                  |                  |
| 2021   | Дина                | Да               | Да               | Да               |
| 2024   | Дина: Други део     | Да               | Да               | Да               |
| 2026   | Дина: Трећи део     | Да               | Да               | Да               |